# سیارک ۴۲۰۷۳
سیارک ۴۲۰۷۳ (به انگلیسی: 42073 Noreen، نامگذاری:2001AS1) چهل و دو هزار و هفتاد و سومین سیارک کشف شده‌است که در ۲ ژانویه ۲۰۰۱ کشف شد.